# 1959년 대한민국의 영화 목록
다음은 1959년에 제작된 대한민국의 영화 목록이다.

## 목록
- 《가는 봄 오는 봄》
- 《결혼 조건》
- 《고개를 넘으면》
- 《꿈은 사라지고》
- 《남성 대 여성》
- 《남의 속도 모르고》
- 《대원군과 민비》
- 《독립협회와 청년 이승만》
- 《백진주》
- 《별 하나 나 하나》
- 《별은 창 넘어로》
- 《비극은 없다》
- 《비오는 날의 오후 세시》
- 《사랑 뒤에 오는 사랑》
- 《사랑은 흘러가도》
- 《사랑의 십자가》
- 《살아야 한다》
- 《여인숙》
- 《유정무정》
- 《육체의 길》
- 《자나 깨나》
- 《장마루촌의 이발사》
- 《청춘 일기》
- 《청춘극장》
- 《추억의 목걸이》
- 《태양의 거리》
- 《홀로 우는 별》
- 《황혼의 애상》

## 참고 자료
- KOFIC 영화데이터베이스

## 같이 보기
- 대한민국의 영화